# Список языков описания пользовательских интерфейсов
Список языков описания пользовательских интерфейсов

## По производителю или платформе

### Flash
- MXML
- OpenLaszlo

### Java
- CookSwing
- FXML
- SwiXML
- SwixNG
- Thinlet
- Ultrid
- Vexi
- XALXAL
- XSWT
- ZUML

### Microsoft
- XAML[1]
- MRML

### Nokia
- QML

### Mozilla
- XUL

### W3C
- XHTML
- XFDL
- XForms

### Другие
- Curl — также язык программирования
- HTMLR
- UIML
- PSML
- Gul
- XWT
- QuiX
- XML Sapiens
- Bindows
- Boxely (Website)
- VTML
- XHPD
- XAL
- MyXaml
- XRC — используется в wxWidgets
- libavg
- GNUstep Renaissance

## По свойствам и применению

### UIML
UIML — пионер в языках разметки пользовательского интерфейса. Это открытый стандарт, реализации которого не ограничены единственным производителем. Однако, он не привлек большого внимания.

### XUL
XUL — основной язык интерфейсов программ Mozilla Foundation. Документы XUL создаются движком Gecko, который также визуализирует документы XHTML и SVG. Он взаимодействует со многими существующими стандартами и технологиями, включая CSS, JavaScript, DTD и RDF, которые делают его относительно простым для изучения людьми с поверхностными знаниями веб-программирования и дизайна.

### XAL
Расширяемый язык приложений (англ. eXtensible Application Language) — язык разметки из Nexaweb's Enterprise Web 2.0 Suite. Разработчики могут использовать этот язык для описания приложений, которые будут запускаться как клиент Java или AJAX.

### SVG
Scalable Vector Graphics — язык разметки для графики, предложенный W3C, который может поддерживать графику с широкими возможностями для веб-приложений и мобильных приложений. Несмотря на то, что SVG не является языком описания пользовательского интерфейса, он включает поддержку векторной/растровой графики, анимации, взаимодействия с DOM и CSS, встроенного media, событий и скриптов. При комбинировании этих возможностей возможно создание интерфейсов пользователя с широкими возможностями.

### XAML
XAML — система разметки, которая лежит в основе компонентов пользовательского интерфейса Microsoft .NET framework 3.0 и выше. Его область применения более амбициозная, чем у большинства языков разметки пользовательского интерфейса, так как в XAML-документ также включены программная логика и стили. Функционально его можно рассматривать как комбинацию XUL, SVG, CSS и JavaScript в одной схеме XML.

### I3ML
I3ML — собственнический механизм доставки приложений с тонким клиентом, разработанный CoKinetic Systems Corp Архивная копия от 23 января 2021 на Wayback Machine, с поддержкой клиента, обеспечиваемой плагином браузера, который отображает Windows-подобные приложения через инфраструктуру HTTP с минимальной необходимой полосой пропускания.

### OpenLaszlo (LZX)
OpenLaszlo — платформа для разработки и доставки RIA приложений, включающая среду исполнения и язык описания интерфейса (Laszlo XML — LZX). LZX — декларативный язык описания пользовательского интерфейса, определяющий виджеты, компоновку приложений и скриптовые элементы (используя JavaScript) для создания приложений.

### HMVCUL
Hierarchical Model View Controller User Interface Language (HMVCUL) — язык описания пользовательского интерфейса, основанный на XML, который поддерживает создание и связывание элементарных компонентов MVC-триады, используемых в создании HMVC GUI-приложений. Связанная среда исполнения предоставляет методы, которые делают возможной настройку свойств, привязки данных и событий каждого из элементов MVC триады (модель, виджет, контроллер). Среда исполнения достигает этого отображением XML-элементов, определенных в HMVCUL-файле, в объекты внутри фреймворка, а атрибутов — в свойства или события. Связывание достигается отслеживанием древовидной структуры, описанной в HMVCUL-файле.

### WasabiXML
WasabiXML — язык разметки, основанный на XML, используемый для определения графического интерфейса в приложениях Wasabi. Это очень часто используется в Winamp для создания скинов (skins). WasabiXML разработан Nullsoft для Winamp, но также может быть использован и с другими приложениями с Wasabi SDK.
Корневой элемент в WasabiXML <WasabiXML> (для скинов Winamp это также <WinampAbstractionLayer>). Элемент <skininfo> показывает информацию о скине. Графический интерфейс содержится в элементе <container> и базовый видимый элемент GUI — <layout>. Пример простого GUI с элементом кнопка (button):
```
<?xml version="1.0" encoding="UTF-8" standalone="yes"?>

<WinampAbstractionLayer
 
version=
"1.2"
>

  
<skininfo>

    
<version>
1
</version>

    
<name>
mySkin
</name>

    
<comment>
Ooo
 
Lala
</comment>

    
<author>
Some
 
Person
</author>

    
<email>
info@example.org
</email>

    
<homepage>
http://www.example.org
</homepage>

  
</skininfo>

  
<include
 
file=
"xml/color-sys.xml"
/>
 
<!-- Include a file -->

  
<container
 
id=
"normal"
>

    
<layout
 
id=
"normal"
 
desktopalpha=
"true"
>

      
<button

        
x=
"0"
 
y=
"0"

        
id=
"button.normal"

        
image=
"mybutton.image"

        
hoverimage=
"mybutton.himage"

        
downimage=
"mybutton.dimage"

      
/>

    
</layout>

  
</container>

</WinampAbstractionLayer>

```

WasabiXML поддерживает многие элементы GUI, включая:
- <button>
- <text>
- <vis>
- <eqvis>
- <layer>
- <animatedlayer>
- <groupdef> используемый в соединении с <group>

WasabiXML имеет пространство имен XML 'Wasabi::', которое определяет основные GUI без необходимости описывать пути их изображений.

### Другие
Другие языки разметки, встроенные в существующие фреймворки:
- GladeXML — язык разметки для создания графических интерфейсов на основе GTK+
- VTML для Macromedia HomeSite

Некоторые из них скомпилированы в бинарные формы.
В авионике стандарты ARINC 661 предписывают бинарный формат для описания пользовательских интерфейсов в стеклянных кабинах пилота.